# Matagami
Matagami – miasto w Kanadzie, w prowincji Quebec, w regionie Nord-du-Québec. Zostało założone w 1963 roku. Gospodarka miasta opiera się na przemyśle wydobywczym i leśnym.
Liczba mieszkańców Matagami wynosi 1 555. Język francuski jest językiem ojczystym dla 98,7%, angielski dla 1,0% mieszkańców (2006).

## Historia
Matagami zostało założone w 1963 roku wraz z rozwojem górnictwa na okolicznych terenach. Wcześniej istniało tylko bardzo małe obozowisko dostępne przy użyciu  samolotów mogących lądować i startować z wody. Kiedy, pod koniec lat 50. XX wieku odkryto istotne złoża minerałów została założona stała osada. W 1962 roku, Commission de toponymie nadała osadzie nazwę Mezenod, na cześć Eugeniusza de Mezenoda, założyciela Misjonarzy Oblatów. Na skutek reakcji lokalnej społeczności, nazwa osady przyjęła obecną nazwę od jeziora Matagami.
Nazwa osady w języku Kri oznacza "przecięcie się wód"